# 拉韦尔西讷
拉韦尔西讷（法語：Laversines，法語發音：[lavɛʁsin]）是法国瓦兹省的一个市镇，属于博韦区。

## 地理
拉韦尔西讷（49°25'30"N, 2°11'50"E）面积13.79 平方千米，位于法国上法蘭西大區瓦兹省，该省份为法国北部内陆省份，北起索姆省，西接厄尔省和滨海塞纳省，南至塞纳-马恩省和瓦兹河谷省，东临埃纳省。
与拉韦尔西讷接壤的市镇（或旧市镇、城区）包括：布雷勒、勒费圣康坦、富克罗勒、尼维莱尔、罗希孔代、泰尔多讷。

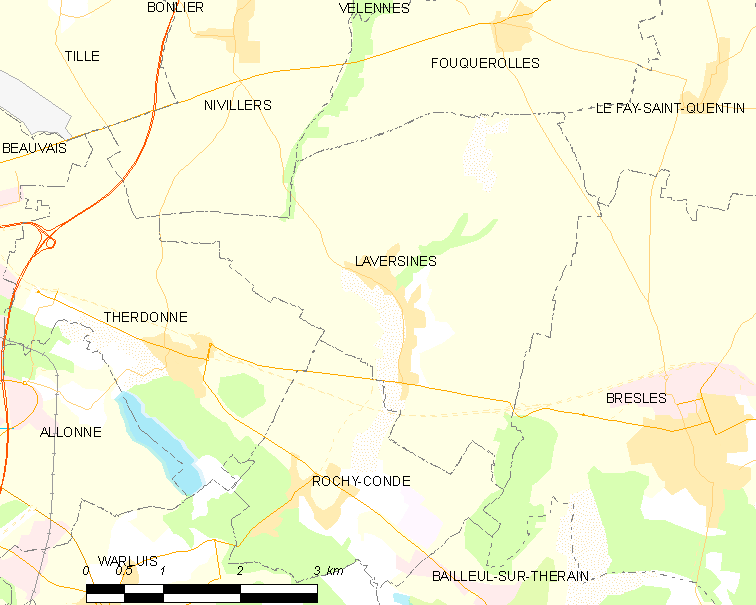
拉韦尔西讷的OSM定位图

拉韦尔西讷的时区为UTC+01:00、UTC+02:00（夏令时）。

## 行政
拉韦尔西讷的邮政编码为60510，INSEE市镇编码为60355。

## 政治
拉韦尔西讷所属的省级选区为穆伊县。

## 人口

1962-2008年间拉韦尔西讷人口变化图示

拉韦尔西讷于2022年1月1日时的人口数量为1133人。